# マクロスF
『マクロスF』（マクロスフロンティア、MACROSS Frontier、マクロスFRONTIER、マクロスFrontierとも表記）は、日本のテレビアニメ作品。およびそれを原作としたメディアミックス作品。2008年4月から2008年9月までMBS・TBS系列で放送された。

## 概要

### 製作・制作
『超時空要塞マクロス』をはじめとする「マクロスシリーズ」生誕25周年記念作品であり、テレビアニメでは『マクロス7』以来13年ぶりの3作目となる。製作には「マクロスシリーズ」を伝統的に担当するビックウエストおよび毎日放送（MBS）が関わっており、劇場版も公開された（詳細は「劇場版 マクロスF」を参照）。
総監督の河森正治はこれまで同シリーズの映画、OVAには、バルキリー（可変戦闘機）のデザインのみならず監督としても名を連ねてきたが、テレビアニメにおいては本作が初となる。菊地康仁が「監督」として河森を補佐し、『舞-HiME』の経験を買われて参加した吉野弘幸が全話の脚本を担当する。『マクロスプラス』をはじめとして、『天空のエスカフローネ』や『創聖のアクエリオン』など、河森作品に縁の深い菅野よう子が本作でも音楽を担当するほか、河森に馴染み深いスタッフが多数参加している。
シリーズ25周年記念作品という位置づけで、当初は「マクロス25」という仮タイトルで発表されていた。作中でも25、クォーター（4分の1）という数字が多用されている。

### コンセプト
物語の舞台は、宇宙を旅する超長距離移民船団「マクロス・フロンティア」である（『マクロスF』の「F」は「FRONTIER」の略）。 物語の年代は『超時空要塞マクロス』から50年後、『マクロス7』から14年後の西暦2059年。シリーズの伝統である主要男女キャラクターの三角関係は本作でも健在で、さらに軍人・歌手としての生活を送る一方で、日常では普通の学生として日々を過ごしている。平和な学園生活・華やかな芸能活動・異星生物との交戦というドラマの中で、誤解がひとつのテーマとなっている。
河森は過去と同じことの繰り返しをせずオリジナリティを追求することをモットーとしているが（「河森正治#人物」を参照）、今回はマクロスシリーズが四半世紀を迎えたこともあり、「全てのマクロスシリーズの集大成＋α」「時代感を取り込んだ新しい形の原点回帰」に挑戦している。各種設定やエピソードには『マクロス』ファン世代のスタッフの意向で、過去のシリーズへのセルフオマージュが多数見られる。吉野は「新しいお客さんが楽しめなくては意味がない。その一方、僕らが見てきた『マクロス』っぽさも見させてあげたい」と述べている。

### 歌

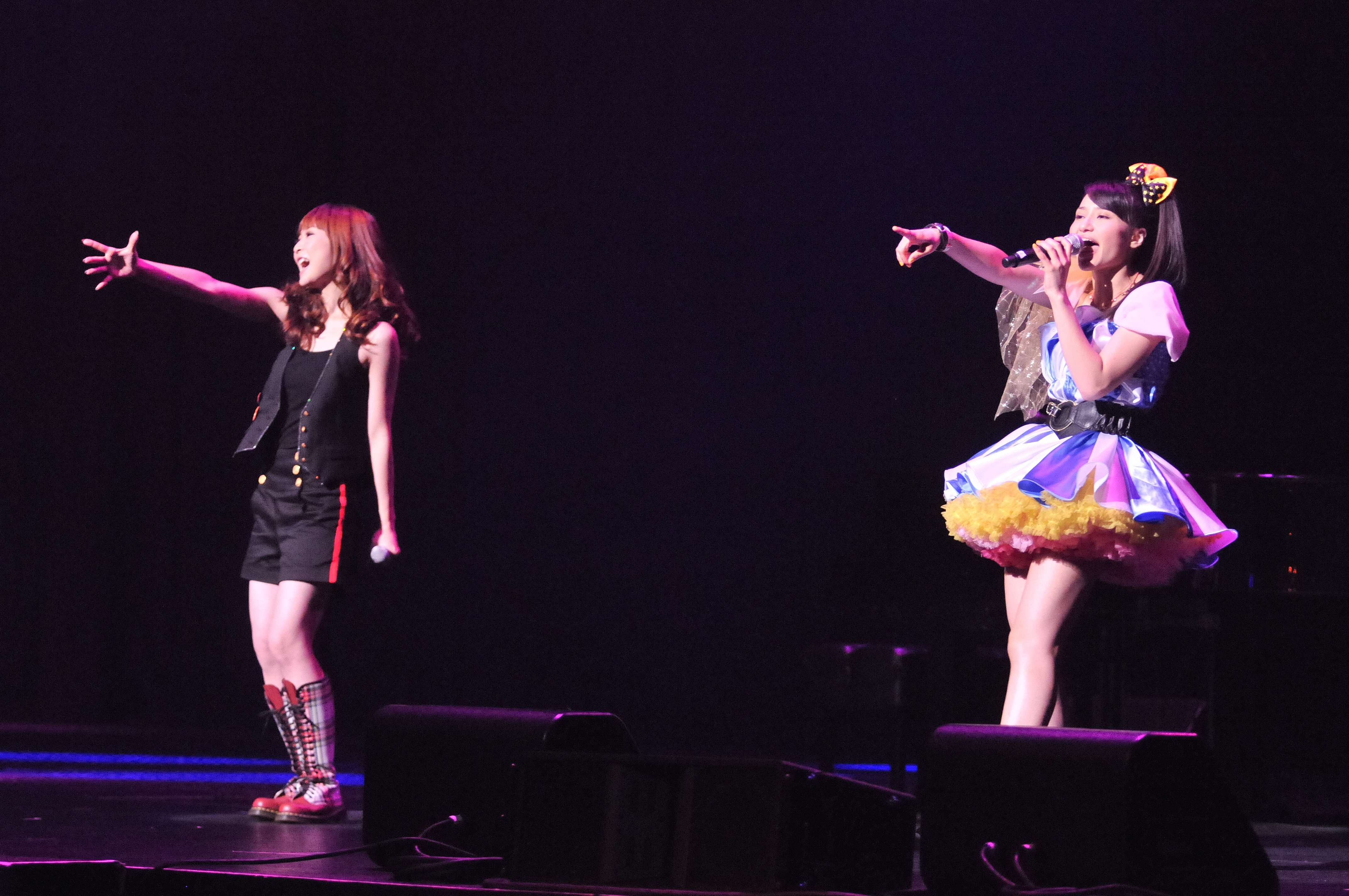
「ANIME EXPO 2010」でのMay'n（左）と中島愛（右）

同じくシリーズの伝統である歌姫については、制作当時における洋楽ディーヴァ風のシェリル・ノームと、1980年代の清純派アイドル風のランカ・リーがダブルヒロインとして登場する。シェリル・ノーム役は、声優とシンガーがそれぞれのパートを担当する『マクロス7』と同様の手法が採られており、「歌シェリル」を歌手のMay'nが担当している。ランカ・リー役は、約5,000通の応募からオーディションで選ばれた新人の中島愛が演じており、歌唱シーンも中島本人が担当している。放送中には物語とリンクするかたちでヒロインふたりのオフィシャルブログも掲載された（「外部リンク」参照）。
楽曲の多彩さに加え、作中の随所で歌唱シーンを演じている影響から、主題歌・挿入歌のシングルやサウンドトラックがオリコンチャート5位以内に飛び込むセールスを記録、武道館ライブの先行予約には23万件の応募が寄せられ、当選倍率は20倍を上回った。

### CG映像
河森は久々のテレビ版マクロスについて「劇場作品やOVAよりも制作状況が厳しいといえども、あまり映像のグレードを落としたくなかった」という。メカ作画へのデジタル導入について「『マクロス ゼロ』の技術をテレビシリーズの枠の中で生かす方法は、『創聖のアクエリオン』でかなり方向性が見えました」といい、バルキリーと敵生物バジュラの高速戦闘シーン、巨大宇宙船を回り込むカメラワークなどを3DCGで滑らかに表現している。
映像ソフトがDVDとBlu-ray Disc（BD）で同時発売されるテレビアニメ作品は本作が史上初となるが、高画質再生のメリットからDVDより普及率の低いBDのセールスが上回る傾向を示し、BD第1巻は2008年のBD年間売上げランキング1位を記録している。

## あらすじ
西暦2009年2月、地球人類と異星巨人種族「ゼントラーディ」とのファースト・コンタクトを機に第一次星間大戦が勃発した。1年あまりにわたる戦いは、地球を死の星へと変貌させ、そこに住まう生命の大半を死滅に追いやった。アイドル歌手リン・ミンメイの貢献により決戦に勝利した人類は、文化に共鳴する一部のゼントラーディ人とともに新統合政府を樹立し、荒廃した地球環境の再生を目指した。また、星間戦争の再発に備え、全宇宙への種の保存・拡散を目的とした「銀河播種計画」を立案。巨大な居住艦を中心に大規模移民船団が次々と結成され、人の住める惑星を探して銀河の方々へと旅立っていった。
西暦2059年。旗艦アイランド1を中心に大小数千隻もの宇宙船で構成された第25次新マクロス級移民船団「マクロス・フロンティア」は、1,000万人規模の居住民を乗せて銀河の中心を目指す航海のなかにあった。ある日、近隣宙域を航行中の第21次新マクロス級移民船団「マクロス・ギャラクシー」より、トップシンガー「シェリル・ノーム」がコンサートツアーのためフロンティアに来訪する。美星学園航宙科の高校生「早乙女アルト」はステージ演出のエア・アクロバットに参加し、観客の少女「ランカ・リー」と出会う。
シェリルのコンサートに人々が熱狂しているころ、謎の地球外生命体「バジュラ」がフロンティアへと迫っていた。新統合軍の迎撃が奏効せぬ事態を受けて、フロンティア行政府は民間軍事プロバイダー「S.M.S」に出動を要請。最新鋭可変戦闘機「VF-25」を擁するスカル小隊が迎撃に向かうが、バジュラはついにアイランド1居住区にまで侵入し破壊の限りを尽くす。混乱のなか、アルトは目の前でバジュラに殺されたパイロットに代わりVF-25に搭乗。逃げ遅れたランカを救ったのち、S.M.Sに入り、スカル小隊に配属される。ランカはシェリルと出会い、アルトの後押しを受けて歌手への道を歩みだし、コンサートでのアクシデントをきっかけにアルトと知り合ったシェリルは、自分を特別扱いしないアルトに興味を抱く。
バジュラと人類の戦いは熾烈を極め、平穏なフロンティア社会は戦時下の不安に覆われていく。その裏ではバジュラの持つ力や資源を利用して銀河の覇権を握ろうとする者たちによるさまざまな思惑が絡みあっていた。戦いのなか、ランカの歌がバジュラの行動に影響を与えることが判明し、彼女は希望の歌姫として祭り上げられる。ランカは母親の胎内でバジュラ由来のV型感染症に感染しており、病原菌と共生関係にあることでバジュラと断片的なコミュニケーションが行えたのだった。一方で、シェリルはランカの力を利用しようとするギャラクシー船団上層部に見捨てられ、幼少期にバジュラとの接触をもくろむギャラクシー側に人為的に感染させられたV型感染症の病状が悪化し、死の淵に瀕する。
ランカの歌の力を借りてバジュラの勢力圏から脱したフロンティア船団だったが、艦内に入り込んでいたバジュラの幼生が大量発生し、船団は航行の継続が困難になるほどの大打撃を受け、数多くの人命が失われる。記憶を取り戻しはじめ、自身がバジュラと重大な関わりがあることに気づいたランカは、正体を知らずに飼っていたバジュラの幼生を群れに返し、人類との争いを止めるため、友の命を奪ったバジュラを人類の敵と憎むアルトに別れを告げて、バジュラの本星を目指して旅立つ。残されたアルトはシェリルの病状を知り、最期の瞬間までともに生きることを誓う。混乱に乗じて権力を掌握したフロンティア新政権に疑念を抱くS.M.Sは、アルトら一部の隊員を残して船団を離脱し、独自に戦役の真相を探り始める。
バジュラ本星の位置を突き止めたフロンティア船団は、本星に侵攻し、そこを新たな居住地とすることを決定する。病状が進行しランカに近い力を得たシェリルの歌を味方につけ、新兵器でバジュラの群れを蹂躙していくが、突如戦場にランカの歌声が響き、態勢を立て直したバジュラの猛攻によりフロンティア船団は絶体絶命の危機に陥る。そこへS.M.Sが帰還し、ギャラクシー船団上層部とフロンティア新政権の陰謀を白日の下に晒す。シェリルの歌とアルトの呼びかけでギャラクシー船団に囚われ操られていたランカは自我を取り戻し、3人はこれまでの絆を確かめあう。シェリルの病状は脳を侵していた細菌がみずからランカと同じく腸に定着したことにより回復し、2人の歌によってバジュラは人類という存在を理解する。S.M.Sを中心として結束した人類と、人類への誤解を解いたバジュラは協力しあい、ギャラクシー船団上層部の野望を打ち砕く。すべてが終わったあと、バジュラたちは別の銀河へと去り、フロンティア船団はバジュラが残していった本星に降下する。

## 登場人物
主な登場人物は以下のとおり。
早乙女 アルト（さおとめ アルト）
声 - 中村悠一
本作の主人公。美星学園航宙科2年生。家業である歌舞伎役者の道を捨ててパイロットを目指す。のちにS.M.Sスカル小隊に所属する。
ランカ・リー
声 - 中島愛
シェリルに憧れて歌手を目指す少女。のちにアイドル歌手として脚光を浴びる。
シェリル・ノーム
声 - 遠藤綾 / 歌 - May'n
マクロス・ギャラクシー船団出身のトップシンガー。
ミハエル・ブラン
声 - 神谷浩史
美星学園航宙科2年生。S.M.Sスカル小隊に所属し、長距離狙撃を担当する。愛称はミシェル。
ルカ・アンジェローニ
声 - 福山潤
美星学園航宙科2年生。S.M.Sスカル小隊に所属し、電子戦を担当する。総合機械メーカーL.A.Iの御曹司。
松浦 ナナセ（まつうら ナナセ）
声 - 桑島法子
美星学園美術科2年生。ランカの親友。
オズマ・リー
声 - 小西克幸
S.M.Sスカル小隊の隊長。ランカの義兄。
クラン・クラン
声 - 豊口めぐみ
S.M.Sピクシー小隊の隊長を務めるゼントラーディ。ミハエルの幼馴染。
ジェフリー・ワイルダー
声 - 大川透
S.M.S母艦マクロス・クォーター艦長。
キャサリン・グラス
声 - 小林沙苗
フロンティア船団新統合軍参謀本部所属。大統領ハワード・グラスの娘で、オズマの元恋人。愛称はキャシー。
レオン・三島（レオン みしま）
声 - 杉田智和
フロンティア船団大統領府首席補佐官。キャサリンの婚約者。
グレイス・オコナー
声 - 井上喜久子
シェリルのマネージャー。ギャラクシー船団の陰謀に深く関わっており、バジュラ戦役の陰で暗躍する。
ブレラ・スターン
声 - 保志総一朗
マクロス・ギャラクシー船団所属アンタレス小隊を率いるサイボーグ。
アバンタイトル部分のナレーションは大川透、次回予告のナレーションは小林沙苗が担当。

## 登場メカ

### マクロス・フロンティア船団

#### S.M.S所属
VF-25 メサイア
本作の主役となる可変戦闘機。（）内の色は機体のカラーリングで、それぞれベース色/ラインの色をおおまかに表している。
- VF-25F - 前衛専門機で標準型機。アルトが搭乗。前任者であるギリアムのものを引き継いでいる（白 / 赤と黒：『超時空要塞マクロス 愛・おぼえていますか』での一条輝機（VF-1A・1S）に準じている）。
- VF-25S - 指揮官専用機で標準型と比べ各種武装およびシステムが向上している。オズマが搭乗（グレー / 黄と黒：ライン色は『超時空要塞マクロス』でのロイ・フォッカー機（VF-1S）に準じている）。
- VF-25G - 長距離狙撃専用機でミハエルが搭乗（青 / 白：青のカラーリングは『超時空要塞マクロス』でのマクシミリアン・ジーナス機に準じている。これと対になるミリア・ファリーナの赤いクァドラン（『超時空要塞マクロス 愛・おぼえていますか』版）がクラン・クランに引き継がれている）。
- RVF-25 - 電子戦専用機でルカが搭乗（緑 / 濃緑：緑のカラーリングは『超時空要塞マクロス 愛・おぼえていますか』での柿崎速雄機に準じている）。3機のゴースト（シモン・ヨハネ・ペテロ）を従えている。

VB-6 ケーニッヒモンスター
カナリアが搭乗。就役後すでに30年以上が経過している古参機だが、その火力は依然として強力無比で、PPBの搭載やエネルギー転換装甲のアップデートがなされた機体である。「ランカ・アタック」の際にはランカを守る重要な任務を負う。
クァドラン・レア
本作ではピクシー小隊に配備され、隊長のクラン機が真紅、ほかの2機がグレーで塗装されている。本来、クァドラン・シリーズはゼントラーディの女性兵士（メルトランディ）用であったが、クァドラン・レアにバージョンアップ後は男性でも問題なく着用可能にするための改良が施され、おもに男性兵士で構成されるガリア4方面軍にも多数が配備されている。
デストロイド・シャイアンII
2足歩行式の陸戦用支援兵器デストロイドシリーズの1機種。移動砲台として、マクロス・クォーターをはじめとするフロンティア船団にも多数が配備されている。
マクロス・クォーター

S.M.Sの旗艦を務める可変ステルス攻撃宇宙空母。「クォーター（4分の1）」の名の通り、その全長は従来のマクロス級（正確にはバトル級の中でも一回り大きい1,600m級のバトル・フロンティア）に比べ4分の1の402mとアームド級宇宙空母並のサイズしかないが、大出力の反応炉エンジンとバスターキャノンによって通常艦艇よりも高い機動力と火力を持ち、従来のマクロス級、新マクロス級よりも小柄な艦体を活かした高機動運用が特徴である。
艦体は中核となる「センター・ハル」、左舷の空母「ARMD-L」、右舷のガンシップ「ARMD-R」、後方部左右の移動砲台艦「BASTER-L」、「BASTER-R」の5隻で構成されており、分離も可能で、それぞれがフォールド航行能力をもち、大気中・水中でも運用できる。
従来のマクロス艦同様、要塞艦型から強攻型（人型）へのトランスフォーメーション機構を有しており、右舷がガトリング式バスターキャノン、左舷の飛行空母甲板はシールドとして機能する。変形開始の際は格納庫の機体がすべて床にロック、メインブリッジ内で常時起立姿勢の操舵士とメインオペレーターには立座式の対Gシートが、各シートの乗員にも対Gベルトが装着され、衝撃やGを軽減する。強攻型での運動性や格闘性能は従来型をはるかに凌ぎ、バトロイド並に人間的な動作が可能で、本格的な格闘戦のための兵器システムも備えている。トランスフォーメーション中の回避機動も行うことができ、変形中脚部のみを展開したガウォークのような中間形態も存在する。
右舷（右腕）のガトリング式バスターキャノンは重量子反応砲モード（通称「マクロス・キャノン」）で、バジュラ空母を一撃で沈めるほどの威力をもつ。ビーム弾を連射するガンポッドのような使い方も可能で、ピンポイントバリアを集中させて巨大なサーベル状の武器にもなる。左舷（左腕）飛行甲板には戦闘機やデストロイドが最大80機まで搭載可能であり、エネルギー転換装甲により強攻型（人型形態）ではシールドとして使用でき、バスターキャノン発射の際にはそれを保持する左腕の甲板は背部にマウントされる。
左腕はピンポイントバリアを先端に集中させてSDF-1マクロスのダイダロス・アタックと同様の「マクロス・アタック」と呼ばれる戦法を行うことも可能。第25話において、敵旗艦バトル・ギャラクシーに対し、まずVB-6 ケーニッヒモンスターが砲撃で頭部艦橋を、ついでマクロス・クォーターがマクロス・アタックで同艦のガンシップを破壊する。この際、「水ぶくれのように膨張後に爆発」という『超時空要塞マクロス』に近い演出がなされている。そしてバトル・フロンティアも右腕部分によるマクロスアタックを加え撃沈する。なお、この際にマクロス・クォーターが行う攻撃は飛行甲板（左腕）の舷側に設けられたいくつものハッチから各1機ずつデストロイドがせり出して攻撃を行うため、第1作での「逆襲による艦内への敵機の侵入」という欠点は解消されている。本作の監督で、『超時空要塞マクロス』を観ていた世代である菊地康仁は、本作にダイダロス・アタックを入れようと第4話ごろから再三にわたって総監督の河森正治に提案したが、過去作品の要素を繰り返したくないという思いが強い河森はこれを断りつづけ、最終話でようやく実現したと語っている。
小説版では、初代マクロスに倣って右舷は「ダイダロス」、左舷は「プロメテウス」と命名されている。また、S.M.SにVF-19A、VF-22Sといった従来の機種も配備されていると述べられている。ただし、外伝小説『マクロス・ザ・ライド』では、主人公の所属するアポロ小隊をはじめとしてVF-19AのモンキーモデルであるVF-19EF カリバーンが多数配備されていると語られている。

#### 新統合軍所属
VF-171 ナイトメアプラス
新統合軍の主力可変戦闘機。VF-17 ナイトメアを改修しステルス性能はそのままだが空戦能力が格段に向上している。オズマ・リーが従軍していたころは最新鋭機であった。フロンティア船団正規軍においても多数が配備・運用されている。物語終盤では対バジュラ用に改修されたVF-171EXが配備され、アルトやルカが正規軍配属時に搭乗する（ルカ機はイージスパック仕様のRVF-171EXに3機のゴーストを従える）が、慣性制御システム「ISC」がないなど、VF-25との根本的な性能差は埋められず、不満を漏らすシーンがある。
AIF-7S ゴースト
シャロン・アップル事件で人工知能に操られたX-9の諸問題をクリアし制式化された新統合軍の主力無人戦闘機。有人機をはるかに凌ぐ高機動性能を有するが、バジュラによるECM攻撃に無力化される。
バトル・フロンティア
アイランド1先端に接続されるバトル級可変ステルス攻撃宇宙空母。フロンティア船団護衛艦隊の旗艦。普段はアイランド1の補助動力だが、緊急時には切り離しマクロス艦として戦う。マクロス・クォーターのマクロス・キャノンより大型のメガ・マクロス・キャノンを有しており、その威力はバジュラの大群を一掃するほどのものである。
グァンタナモ級宇宙空母
移民船団を護衛する新統合軍の宇宙空母。かつてのアームド級の発展型。
ウラガ級護衛宇宙空母
移民船団を護衛する新統合軍の宇宙空母。グァンダナモ級の上位艦。
ノーザンプトン級ステルスフリゲート
移民船団を護衛する新統合軍の宇宙フリゲート。
ステルスクルーザー
ノーザンプトン級よりも高い火力を持つ新型宇宙巡洋艦。

#### 居住艦
アイランド1
フロンティア船団の母艦である巨大都市型移民船。環境艦とともに閉鎖系バイオプラントを形成する第5世代型移民船。
環境艦
アイランド1後方に連結された居住艦。「アイランド2、3……」と呼ばれる。

### マクロス・ギャラクシー船団
VF-27 ルシファー
VF-25と同じくYF-24をベースとするサイバーグラント（サイボーグ）兵専用可変戦闘機。サイバーグラント化により肉体の限界を超えた機動力を発揮する。赤紫のVF-27γにブレラ（パープル1、アンタレス1）が搭乗。小隊員はモスグリーン系のVF-27β、グレイスはその指揮官機に搭乗する。
AIF-9V ゴースト
バトル・ギャラクシーに艦載される無人戦闘機。劇中では「V9」（ブイナイン）、または「ゴーストV9」と呼ばれる。
メインランド
ギャラクシー船団の母艦である巨大都市型宇宙船。閉鎖系ケミカルプラントを採用した第4世代型移民船。
バトル・ギャラクシー
ギャラクシー船団護衛艦隊を指揮するバトル級可変ステルス攻撃宇宙空母。
デネブ級巡洋艦 カイトス
ギャラクシー船団所属の重巡洋艦。
ダルフィム
ギャラクシー船団所属の双胴艦。

### 第117次大規模調査船団
2048年にバジュラの襲撃を受けて壊滅した調査船団。政府による公式発表では「フォールド断層に巻き込まれた遭難事故」と説明されている。ランカは本船団の数少ない生き残りのひとりであり、新統合軍時代のオズマも護衛部隊として所属していた。なお、襲撃を受けたのはガリア4宙域であったが、アルトたちが遭遇するまで調査船団の残滓は発見されていなかった。
SDFN-4 グローバル
船団旗艦で、第1世代型マクロス級調査移民船の4番艦。ガリア4未調査地域の湖畔に強攻型の状態で擱座していた。
同級は戦艦マクロス（SDF-1）をもとに簡易居住区画を設けた調査移民船で、超長距離移民船団に先行する航路調査を目的に量産された。また、艦内にはバジュラの標本など置かれており、バジュラに関する研究が行われていた。

### その他のメカ
EX-ギア（エクスギア）
次世代可変戦闘機用に開発された、操縦桿と射出シートを兼ねる新開発の耐Gスーツ。従来のパイロットスーツを大きく上回る耐G性能を有する。EX-ギア対応のインターフェイスを持つ可変戦闘機なら、バトロイド / ガウォーク時に手足の動きをトレースしたり、IFF（生存・所属識別信号システム）を用いた遠隔操作が可能である。機能的には、強化外骨格タイプのパワードスーツと同義。背部の飛行ユニットは、搭乗時はコクピットシートと一体化しているが、緊急脱出時やパイロットの単独行動時には熱核タービンエンジンとウイングを展開し機能する。また、飛行ユニットを使ったホバリング走行も可能なほか、足裏のローラー型の走行装置で高速移動も可能。装着するとかなり重く、動力を作動させないと立って歩くだけでも一苦労する。このため懲罰としてEX-ギアの無動力歩きが使われる。また、動力を作動させていても自在に扱うには相応の訓練が必須であり、素人がいきなり飛行ユニットやローラーを使うのはかなり危険である。作中ではこのEX-ギアとそれに対応するコクピットを総称して、EX-ギアシステムと呼称されている。
小説版の設定では、従来機は操縦系統と同期しない簡易型のEX-ギアシステムを装備していたが、のちにVF-171でも一部で改修が行われ、VF-25やVF-27以外においてもEX-ギアシステム搭載機が存在する。
美星学園のパイロット養成コースでは、基本的な規格が軍用のものと同じで、装甲部分などを減らした民生仕様のEX-ギアによる飛行訓練教習が行われている。同規格なのでこの簡易型でもVF-25に接続は可能だが、新統合軍の運用規定で緊急脱出モードでなければ操縦は不可能である（放棄された機体の回収などの一時的な操縦は可能）。
なおEX-ギアのデザインコンセプトはもともと、河森正治がメカニカルデザインで関わっていたサテライト制作のテレビアニメ『キスダム -ENGAGE planet-』用に提出された2種類のデザイン案のうちのひとつであり、『キスダム』で採用されなかったためこちらに流用された。
オオサンショウウオさん
声 - 金野潤
ランカ愛用の携帯端末兼ペットロボット。緑色のサンショウウオのような形状。電話機能や音楽プレイヤー機能があり、前肢はイヤホンになる。有機系素材や生体系素材が多用されており、柔軟に形状を変え生物のような挙動を見せる。ランカの子供の頃の記憶（夢）には、同じデザインのぬいぐるみが登場する。
デストロイドワーク
シャイアンIIを作業用に改造した非武装型デストロイド。バジュラの襲撃で破壊された建造物の除去作業や、オズマが倒したバジュラの回収作業の際、その姿が描かれている。
VF-1 バルキリー
第一次星間大戦で史上初めて本格的に実戦投入された可変戦闘機。美星学園では、学園長の私物としてレストアされたA型（漫画版ではJ型）が同校のシンボルとして校舎屋上に飾られており、整備もされているため今でも飛ぶことができる。カラーリングは『超時空要塞マクロス 愛・おぼえていますか』における一条機（スカル11）と同様の塗装で形状はハセガワ製プラモデルに準じている。
小説版では、パイロット養成コースでは実習用にデチューンされたVF-1Cが使用されている。
VF-0 フェニックス
VF-1の先行試作機を実戦用に改装した機体。物語では、本機が実戦投入されたマヤン島事変を描いた映画「鳥の人」に、劇中劇内の機体として登場するが、実機がすでに現存しなかったため、外形の似たVF-25を撮影後にCG加工することが語られる。
SDF-1 マクロス
最終話で地球がバジュラの襲撃を受けた際、マクロス・シティのモニュメントとなった姿で登場する。
マクロス11
最終話でバジュラの攻撃を受ける。過去のシリーズでは設定のみ登場している。
リレーポッド
フォールド断層による通信の遅延を短縮する通信中継装置。

## 用語

### バジュラ関連
バジュラ
宇宙移民船団を襲う未知の地球外生命体。フォールド断層の影響を受けずに、通信や移動を行う特殊能力を持つ。フロンティア船団では「ビクター」のコードネームで呼ばれる。生態やバジュラ戦役などについては「バジュラ (マクロスシリーズ)」を参照。
V型感染症
バジュラと接触した人間が感染する症状。ただし血液、体液型感染なので、感染率は低い。感染初期ならば完治可能だが、末期まで症状が進むと細菌が脳内に根付き毒素を分泌、手の施しようがなくなり死亡する。この状態になると微弱だがフォールド波を発するようになる。現時点では完全な治療法はないとされていた。劇中ではシェリルがこの例で、幼い頃感染していて発症を抑制する受容体ブロッカー薬を服用している。しかし嘔吐、発熱などの副作用があり感染症を根治することはできない。
ただし母胎内で感染した場合は例外で、細菌が胎児と共存しようとするらしく、頭部ではなく腹部へと留まる。そのため何の病状も発症することがなく、血液検査でも感染が検出されない。しかも本人すら自覚しないまま、バジュラと同等のネットワーク能力を獲得するに至る。劇中ではランカがこの例にあたり、グレイスたちにはリトルクイーンというコード名で呼称される。最終的に、ランカがネットワーク能力を応用してシェリルの脳内の細菌を腹部へと移動させ、シェリルの病状も回復しランカと同じ能力を得る。

### フォールド関連
フォールドクォーツ
バジュラがフォールド鉱石を体内で精製することで作られる物質である。これにより、バジュラはフォールド断層を越えタイムラグなしでネットワークを形成することができる。ノーム家に代々伝わるイヤリングに使われていた石もこのフォールドクォーツだったとされている。その利用価値は非常に大きく、重量子を制御する特性が極めて高いため、次世代の通信やフォールド航行を可能にするとされて以前から新統合政府内で最重要視されていた。その可能性に目を付けた者たちにより、これを用いたさまざまなものが開発されている。
入手方法は2050年代においても、プロトカルチャーの遺跡内部に保管されているものを発見、発掘するか、新統合軍などが捕獲・回収したバジュラの死骸から回収するなど、非常に限定されたものとなっている。人工フォールドクォーツは現在開発中で、試作段階の人工フォールドクォーツは開発可能になったとの情報があるが詳細は不明である。
粗鉱（採掘したままの鉱石）のフォールド鉱石は「フォールドコール」と呼ばれていて、不純物が多い。純度が低いフォールドクォーツは「フォールドカーボン」と呼ばれる。フォールドカーボンについては人類の技術でも生産することが可能であり、フォールド機関や熱核反応エンジンの中枢部品または廉価版ISCの部品として用いられているとされている。
小説版では『マクロス VF-X2』に登場する「超空間共振水晶体」に「フォールドクォーツ」とルビが振られている。プロトカルチャー研究の第一人者であるマオ・ノームが、ギャラクシー社の援助を得て長年の遺跡研究の末に辿り着いたものであり、十一次元レベルで時間と空間のエネルギーが湾曲した物質で、三次元では生成することができないとされている。第117大規模調査船団が就航した背景にも、この物質の存在とそれを求める星間軍需企業クリティカルパス・コーポレーションCEO「マンフレート・ブランド」が絡んでおり、またクリティカルパス・コーポレーションはゼネラル・ギャラクシー社とも縁が深かったとされている。
フォールド爆弾
物理攻撃に対して耐性が極限にまで高くなったバジュラへの対抗策として、L.A.I社が開発した大量破壊兵器。「ディメンション・イーター」もしくは「ディメンション・カッター」と呼ばれる。超重量子を利用して擬似ブラックホールを発生させ、爆心地周辺の物体をフォールド空間に強制的に遷移する。惑星を崩壊させるほどの威力を持つが、生産には良質のフォールドクォーツが必要であり、大量生産には向かない。
MDE（マイクロ・ディメンション・イーター）弾は、バジュラから採取したフォールド・クォーツの粉末を弾頭に封入した小型フォールド爆弾であり、可変戦闘機の兵装に使用可能である。
小説版ではゼントラーディ第33海兵部隊が、この爆弾によって宇宙空間に強制転移され、偶然通りかかったマクロス・クォーターによって救助される。

### 組織・団体
S.M.S
フロンティア移民船団に駐留する民間軍事プロバイダー（Strategic Military Services）。アイランド1に接舷する宇宙戦闘空母マクロス・クォーターを母艦としている。フロンティア政府との契約に基づき、平時には船団予定航路の先行偵察や要人護衛、軍用装備品の評価試験、補給、兵站など正規軍（新統合軍）に対する支援任務を主任務としている。テレビ版ではフロンティア船団支部のみが登場するが、劇場版や『マクロス30 銀河を繋ぐ歌声』には他の惑星・船団の支部が登場する。
大統領や軍需企業との密接な関係を背景に試作戦闘機を含む最新鋭兵器を供与されており、隊員の士気と練度の高さでも正規軍を凌ぐ精強な軍事組織である。民間企業の保持する戦力としてはあまりにも過大であり、第117次長距離移民船団遭難事件の情報を得たフロンティア政府はいずれ同船団もバジュラと接触する事態を想定し、S.M.Sもその対抗策のひとつであったとのちに明かされる。また、S.M.Sは命令系統が新統合軍から独立した事実上の大統領直隷部隊でもある。
戦闘要員の職位には階級呼称を用いる（「アルト准尉」、「オズマ少佐」など）。これらは正規軍をまねた単なる慣例などではなく徹底されたもので、格下の者が「上官」（上司）に対して階級を省いて呼ぶと非礼であるとして注意を受けるほどである。
また、主契約者たる政府が戦争、もしくはそれに準じる状態になった場合は命令拒否権・期間終了までの脱退の自由を喪失する（入隊契約特例B項）などの制約が課せられる。しかし、民間企業S.M.Sの被雇用者は軍人ではない（軍属であるかどうかは不明）ため、戦闘行動中に殉職した場合も事故死の扱いとなり、戦没者墓地への埋葬などの栄誉は与えられず、遺族にも詳細な事実が伝えられることはない。
S.M.Sの母体は同社オーナーのリチャード・ビルラーが経営する星間運輸会社で、もともとはその護衛・警備を目的とした私兵集団であった。独立して民間軍事会社となった後も、S.M.Sの公的社会的立場は「運輸会社」である。
研究者や学生など、ほかの肩書きを持つ隊員も多いが、平時にはS.M.Sへの所属を秘密にする守秘義務が課されている。
スカル小隊
VF-25およびVB-6を運用する可変戦闘機部隊。隊長はオズマ・リー少佐。「スカル」マーキングが、従来シリーズの人の髑髏と骨ではなく牛の頭骨に剣と盾を配したものとなっている。
ピクシー小隊
クァドラン・レアを運用するゼントラーディ部隊。隊長はクラン・クラン大尉。
ブルー小隊・パープル小隊・バーミリオン小隊
小説版に名前のみ登場。運用機種は不明。ただし、RVF-25と同様のフォールド同調式センサーを搭載したVF-22Sが各小隊に1機配備されている。
アポロ小隊
『マクロスF』の一年前となる2058年を描く『マクロス・ザ・ライド』に登場。隊長はホセ・シュレイア大尉。この時点ではVF-25が揃えられず、一世代前のVF-19EFおよびRVF-19EFを運用していた。

### 技術
インプラント
一般的には体内に埋め込まれる器具の総称であるが、本作の世界においては骨格や筋肉の人工物への置換（サイボーグ化）、脳移植デバイスによる個人データ認識技術や視聴覚データ運用技術なども含む。ギャラクシー船団では一般的な技術であるが、フロンティア船団では医療目的のものを除き、原則違法とされている。
サイバーグラント
インプラント技術の軍事的利用法の1つ。人体の骨格や筋肉、臓器を人工物に置換することで身体能力を強化した兵士のことを指す。さらに体内に武器を内蔵するなど、生身の人間にはそもそも存在しない機能を付与することも可能。ギャラクシー船団で開発されたVF-27のように、この兵士の搭乗を前提とした兵器も存在する。ただし、本人の意思とは関係なく身体機能を停止もしくは制限を加える、本人の自由意思を奪って上位者の言いなりにするといった機構が組み込まれているため、倫理上の問題が大きい。
小説版では「機装強化兵」に「サイバーグラント」とルビが振られている。

### 惑星・地名
フロンティア船団内の地名・施設については新マクロス級超長距離移民船団を参照。
ガリア4
銀河系中心に近いガリア星系の惑星。恒星ガリア1に対して公転と自転の周期が同期しているため昼夜が変化せず、呼吸可能な大気は存在するものの居住には向いていない。また周囲にフォールド断層が存在しており従来のフォールド技術では近隣宙域からでも到達に時間がかかる。ゼントラーディ人で構成された第33海兵部隊が駐留している。グレイス・オコナーの策略で、フォールド爆弾「ディメンション・イーター」により惑星の半分が消滅し、海兵部隊も壊滅する。
バジュラ本星
正式名称は不明。自然豊かな惑星で、月によく似た衛星を伴う。バジュラクイーンをはじめとする多数のバジュラが生息し、惑星表面には「グレートネスト」と呼ばれる渦状の構造体と、それを取り囲むようにフォールド鉱石に反応する植物により形作られたオービタルリング状の大規模構造体が存在する。本星とはいってもバジュラ全体から見れば繁殖可能な惑星単位での巣のひとつでしかないらしく、最終回でマクロス・フロンティア船団がバジュラより譲り受けて降下し入植する。

### 生物
カバ牛
声 - 小西克幸
アイランド3で家畜として飼育されている、カバとウシをあわせたような動物。乳はソフトクリームやキャラメルなど乳製品の原料になる。
ヒュドラ
惑星エデン原産の動物。外見は食肉目に近く、背中に翼を持つ。比較的おとなしい性向で、マクロス・フロンティア船団の生態系艦で放牧されていたが、船団とバジュラとの接触以降、V型感染症による凶暴化が多発し、すべて処分される。

## スタッフ
- 原作 - 河森正治[26] / スタジオぬえ[26]
- 総監督・ストーリー構成・バルキリーデザイン - 河森正治[14]
- 監督 - 菊地康仁[14]
- シリーズ構成・脚本 - 吉野弘幸[14]
- キャラクターデザイン - 江端里沙、高橋裕一[14]
- メカニックデザイン - 石垣純哉、高倉武史[14]
- メカニカルアート - 天神英貴[26]
- コンセプチュアルデザイン - 宮武一貴
- モーショングラフィックス - 笹倉逸郎、HIBIKI
- 美術監督 - 吉原俊一郎
- 美術設定 - 塩澤良憲、平澤晃弘
- 色彩設計 - 中山久美子
- 特殊効果 - 安部貴俊
- 撮影監督 - 高橋なおみ
- 音楽 - 菅野よう子[26]
- 音響監督 - 三間雅文[26]
- プロデューサー - 諸冨洋史、丸山博雄、平井伸一、長谷部大樹
- アニメーションプロデューサー - 葛西励
- アニメーション制作 - サテライト[14]
- 製作 - ビックウエスト[26]、バンダイビジュアル（「マクロスF製作委員会」名義[26]）、毎日放送[26]

## 使用曲

### オープニングテーマ
「トライアングラー」
作詞 - Gabriela Robin / 作曲・編曲 - 菅野よう子 / 歌 - 坂本真綾
「星間飛行」
作詞 - 松本隆 / 作曲・編曲 - 菅野よう子 / 歌 - ランカ・リー＝中島愛
「ライオン」
作詞 - Gabriela Robin / 作曲・編曲 - 菅野よう子 / 歌 - May'n/中島愛

### エンディングテーマ
「愛・おぼえていますか -デカルチャーエディションsize-」
作詞 - 安井かずみ / 作曲 - 加藤和彦 / 編曲 - 菅野よう子 / 歌 - ランカ・リー＝中島愛
「アイモ」
作詞 - Gabriela Robin / 作曲・編曲 - 菅野よう子 / 歌 - ランカ・リー＝中島愛
「ダイアモンド クレバス」
作詞 - hàl / 作曲・編曲 - 菅野よう子 / 歌 - シェリル・ノーム starring May'n
「アイモ〜鳥のひと」
作詞 - Gabriela Robin、坂本真綾 / 作曲・編曲 - 菅野よう子 / 歌 - ランカ・リー＝中島愛
「ねこ日記」
作詞 - 一倉宏 / 作曲・編曲 - 菅野よう子 / 歌 - ランカ・リー＝中島愛
「ダイアモンド クレバス50/50」
作詞 - hàl / 作曲・編曲 - 菅野よう子 / 歌 - ランカ・リー＝中島愛、シェリル・ノーム starring May'n
「ノーザンクロス」
作詞 - 岩里祐穂、Gabriela Robin / 作曲・編曲 - 菅野よう子 / 歌 - シェリル・ノーム starring May'n
「真空のダイアモンドクレバス」
作詞 - hàl / 作曲・編曲 - 菅野よう子 / 歌 - シェリル・ノーム starring May'n
「蒼のエーテル」
作詞 - 坂本真綾 / 作曲・編曲 - 菅野よう子 / 歌 - ランカ・リー＝中島愛
「トライアングラー (fight on stage)」
作詞 - Gabriela Robin / 作曲・編曲 - 菅野よう子 / 歌 - ランカ・リー＝中島愛、シェリル・ノーム starring May'n

### 挿入歌
「射手座☆午後九時 Don't be late」
作詞 - 佐藤大、hàl、マイクスギヤマ / 作曲・編曲 - 菅野よう子 / 歌 - シェリル・ノーム starring May'n
「What 'bout my star?」
作詞 - hàl / 作曲・編曲 - 菅野よう子 / 歌 - シェリル・ノーム starring May'n
「超時空飯店 娘々」
作詞 - 吉野弘幸 / 作曲・編曲 - 菅野よう子 / 歌 - ランカ・リー＝中島愛
「突撃ラブハート」
作詞 - K.INOJO / 作曲・編曲 - 河内淳貴 / 歌 - FIRE BOMBER
「ダイアモンド クレバス〜展望公園にて」
作詞 - hàl / 作曲・編曲 - 菅野よう子 / 歌 - ランカ・リー＝中島愛、シェリル・ノーム starring May'n
「SMS小隊の歌〜あの娘はエイリアン」
作詞 - 黒河影次 / 作曲・編曲 - 菅野よう子 / 歌 - SMSのみなさん
「私の彼はパイロット - MISS MACROSS 2059」
作詞 - 阿佐茜 / 作曲 - 羽田健太郎 / 編曲 - 保刈久明、菅野よう子 / 歌 - ランカ・リー＝中島愛
「宇宙兄弟船」
作詞 - 一倉宏 / 作曲・編曲 - 菅野よう子 / 歌 - 徳川喜一郎
「What 'bout my star?@Formo」
作詞 - hàl / 作曲・編曲 - 菅野よう子 / 歌 - ランカ・リー＝中島愛、シェリル・ノーム starring May'n
「インフィニティ」
作詞 - 岩里祐穂 / 作曲・編曲 - 菅野よう子 / 歌 - シェリル・ノーム starring May'n
「ニンジーン Loves you yeah!」
作詞 - 一倉宏 / 作曲・編曲 - 菅野よう子 / 歌 - ランカ・リー＝中島愛
「母と子ランカのアイモ」
作詞 - Gabriela Robin / 作曲・編曲 - 菅野よう子 / 歌 - ランカ・リー＝中島愛、坂本真綾（蘭雪）
「Welcome To My FanClub's Night!」
作詞 - hàl / 作曲・編曲 - 菅野よう子 / 歌 - シェリル・ノーム starring May'n
「インフィニティ #7」
作詞 - 岩里祐穂 / 作曲・編曲 - 菅野よう子 / 歌 - ランカ・リー＝中島愛、シェリル・ノーム starring May'n
「アイモ O.C.」
作詞 - Gabriela Robin、坂本真綾 / 作曲・編曲 - 保刈久明、菅野よう子 / 歌 - ランカ・リー＝中島愛
「MY SOUL FOR YOU」
作詞 - K.INOJO / 作曲 - 福山芳樹 / 編曲 - 河内淳貴 / 歌 - FIRE BOMBER
「TRY AGAIN」
作詞 - K.INOJO / 作曲 - 福山芳樹 / 編曲 - 田中裕千 / 歌 - FIRE BOMBER
「シェリルのアイモ」
作詞 - Gabriela Robin / 作曲・編曲 - 菅野よう子 / 歌 - シェリル・ノーム starring May'n
「アナタノオト」
作詞 - 真名杏樹 / 作曲・編曲 - 菅野よう子 / 歌 - ランカ・リー＝中島愛
「ボビーのニンジン等。」
作詞 - 吉野弘幸、一倉宏 / 作曲・編曲 - 菅野よう子 / 歌 - ボビー・マルゴ（三宅健太）
「妖精」
作詞 - 真名杏樹、Gabriela Robin / 作曲・編曲 - 菅野よう子 / 歌 - シェリル・ノーム starring May'n
「ブレラと子ランカのアイモ」
作詞 - Gabriela Robin / 作曲・編曲 - 菅野よう子 / 歌 - ランカ・リー＝中島愛
「愛・おぼえていますか〜bless the little queen」
作詞 - 安井かずみ / 作曲 - 加藤和彦 / 編曲 - 菅野よう子 / 歌 - ランカ・リー＝中島愛
「アイモ〜こいのうた〜」
作詞 -  / 作曲・編曲 - 菅野よう子 / 歌 - 坂本真綾（蘭雪）
「娘々（ニャンニャン）サービスメドレー」
作詞 - Gabriela Robin、岩里祐穂、阿佐茜、hàl、松本隆、安井かずみ / 作曲・編曲 - 菅野よう子
歌 - シェリル・ノーム starring May'n、ランカ・リー＝中島愛、坂本真綾（蘭雪）

### 使用歌表
第1話はバージョンごとに使用曲が異なるため、「第1話 TV」（テレビ放送版）、「第1話 DE」（デカルチャーエディション）、「第1話 YD」（ヤック・デカルチャー・エディション）に分けて表記する。
基本的なエンディングテーマは「ダイアモンド クレバス」と「ノーザンクロス」の2曲。オープニングテーマ3曲に対してエンディングテーマが11曲と多くなった理由として、監督の菊地康仁らによれば、総監督の河森正治が絵コンテを切っている際、その曲のままエンディングに雪崩れ込むことが判明するたびに発注したためだという。表中では歌唱シーンから直接エンディングテーマにつながる場合、挿入歌に (ED) と付記する。
| 話数     | オープニング     | エンディング                                        | 挿入歌                                                                                             | アイキャッチ                                                      |
| -------- | ---------------- | --------------------------------------------------- | -------------------------------------------------------------------------------------------------- | ----------------------------------------------------------------- |
| 第1話 TV | トライアングラー | アイモ                                              | 超時空飯店 娘々 射手座☆午後九時Don't be late What'bout my star?                                    | 超時空飯店 娘々                                                   |
| 第1話 DE | なし             | 愛・おぼえていますか -デカルチャーエディションsize- | 超時空飯店 娘々 射手座☆午後九時Don't be late What'bout my star?                                    |                                                                   |
| 第1話 YD | トライアングラー | ダイアモンド クレバス                               | 超時空飯店 娘々 射手座☆午後九時Don't be late What'bout my star?                                    | 超時空飯店 娘々                                                   |
| 第2話    | トライアングラー | ダイアモンド クレバス                               | 突撃ラブハート ダイアモンド クレバス〜展望公園にて                                                 | オオサンショウウオさん、ランカ                                    |
| 第3話    | トライアングラー | ダイアモンド クレバス                               | アイモ                                                                                             | シェリルのイヤリング、シェリル                                    |
| 第4話    | トライアングラー | ダイアモンド クレバス                               | SMS小隊の歌〜あの娘はエイリアン 私の彼はパイロット - MISS MACROSS 2059                             | VF-25F、アルト                                                    |
| 第5話    | トライアングラー | ダイアモンド クレバス                               | What'bout my star? 宇宙兄弟船 What'bout my star?@Formo（ランカ・リー＝中島愛のみ）                 | VF-25S、オズマ                                                    |
| 第6話    | トライアングラー | ダイアモンド クレバス                               | ダイアモンド クレバス (ED)                                                                         | 女形のアルト                                                      |
| 第7話    | トライアングラー | アイモ                                              | 射手座☆午後九時Don't be late インフィニティ（ランカのパートのみインフィニティ #7が混合）           |                                                                   |
| 第8話    | トライアングラー | ダイアモンド クレバス                               | ニンジーン loves you yeah! アイモ                                                                  | タイトルロゴに衝突して涙目の大型バジュラと後を追う小型バジュラ    |
| 第9話    | トライアングラー | ダイアモンド クレバス                               | ねこ日記                                                                                           | クラン、深紅のクァドラン・レア                                    |
| 第10話   | トライアングラー | アイモ〜鳥の人                                      | アイモ〜鳥の人 (ED)                                                                                |                                                                   |
| 第11話   | トライアングラー | ねこ日記                                            | 超時空飯店 娘々                                                                                    | 紙飛行機、アルト                                                  |
| 第12話   | トライアングラー | 愛・おぼえていますか -デカルチャーエディションsize- | 星間飛行 アイモ ねこ日記                                                                           | 砂に描かれたシェリルとランカ アルト、シェリル、ランカ             |
| 第13話   | トライアングラー | ダイアモンド クレバス                               | | SMS小隊の歌〜あの娘はエイリアン（ランカ版）                       |
| 第14話   | トライアングラー | ダイアモンド クレバス                               | 母と子ランカのアイモ                                                                               | モニカ、ミーナ、ラム                                              |
| 第15話   | トライアングラー | ダイアモンド クレバス50/50                          | Welcome To My Funclub's Night! What'bout my star? インフィニティ #7 超時空飯店 娘々 星間飛行       | 超時空飯店 娘々（ランカ）                                         |
| 第16話   | トライアングラー | ノーザンクロス                                      | アイモ O.C                                                                                         | SMS小隊の歌〜あの娘はエイリアン（ランカ版）                       |
| 第17話   | 星間飛行         | ノーザンクロス                                      | MY SOUL FOR YOU TRY AGAIN 星間飛行                                                                 |                                                                   |
| 第18話   | ライオン         | ノーザンクロス                                      | 星間飛行 愛・おぼえていますか -デカルチャーエディションsize- アイモ O.C                            | シェリルのアイモ                                                  |
| 第19話   | ライオン         | トライアングラー                                    | What'bout my star?@Formo（ランカ・リー＝中島愛のみ） 星間飛行 アナタノオト                         | ボビーのニンジン等。                                              |
| 第20話   | ライオン         | 真空のダイアモンドクレバス                          | アナタノオト アイモ O.C 真空のダイアモンドクレバス (ED)                                            | クラン、ミハエル 深紅のクァドラン・レア、VF-25G、クラン、ミハエル |
| 第21話   | ライオン         | 蒼のエーテル                                        | アイモ 蒼のエーテル (ED)                                                                           | ランカの絵、ルカ、ナナセ                                          |
| 第22話   | ライオン         | ノーザンクロス                                      | 妖精 ノーザンクロス (ED)                                                                           |                                                                   |
| 第23話   | ライオン         | ノーザンクロス                                      | ブレラと子ランカのアイモ                                                                           |                                                                   |
| 第24話   | ライオン         | ノーザンクロス                                      | ブレラと子ランカのアイモ 射手座☆午後九時Don't be late 愛・おぼえていますか〜bless the little queen |                                                                   |
| 第25話   | なし             | トライアングラー (fight on stage)                   | 愛・おぼえていますか〜bless the little queen ノーザンクロス アナタノオト 娘々サービスメドレー      |                                                                   |

## 各話リスト
| 話数   | サブタイトル               | 絵コンテ          | 演出            | 作画監督              | 放送日        |
| ------ | -------------------------- | ----------------- | --------------- | --------------------- | ------------- |
| 第1話  | クロース・エンカウンター   | 菊地康仁 河森正治 | 田中孝行        | 高橋裕一 江端里沙     | 2008年 4月3日 |
| 第2話  | ハード・チェイス           | 菊地康仁 河森正治 | 松田清          | 関口雅浩 猪狩崇       | 4月10日       |
| 第3話  | オン・ユア・マークス       | 阿保孝雄          | 阿保孝雄        | 藤川太                | 4月17日       |
| 第4話  | ミス・マクロス             | 赤根和樹          | 間島崇寛        | 江畑諒真              | 4月24日       |
| 第5話  | スター・デイト             | 菊地康仁          | 福田貴之        | 丸藤広貴              | 5月1日        |
| 第6話  | バイバイ・シェリル         | 田中孝行          | 土屋日          | 三浦珠美              | 5月8日        |
| 第7話  | ファースト・アタック       | 河森正治          | 松田清          | 大籠之仁              | 5月15日       |
| 第8話  | ハイスクール・クイーン     | 原博              | 金澤洪充        | 鈴木信吾 山中正博     | 5月22日       |
| 第9話  | フレンドリー・ファイア     | 鹿島典夫          | 鹿島典夫        | KIM YONG-SIK          | 5月29日       |
| 第10話 | レジェンド・オブ・ゼロ     | 阿保孝雄          | 間島崇寛        | 小倉典子              | 6月5日        |
| 第11話 | ミッシング・バースデー     | 原博              | 政木伸一        | 和田伸一              | 6月19日       |
| 第12話 | ファステスト・デリバリー   | 田中孝行          | 田中孝行        | 藤川太                | 6月26日       |
| 第13話 | メモリー・オブ・グローバル | 松田清            | 松田清          | 大籠之仁              | 7月3日        |
| 第14話 | マザーズ・ララバイ         | 鹿島典夫 河森正治 | 鹿島典夫        | KIM YONG-SIK          | 7月10日       |
| 第15話 | ロスト・ピース             | 河森正治          | 間島崇寛        | 小倉典子              | 7月17日       |
| 第16話 | ランカ・アタック           | 原博              | 古川政美        | 和田伸一              | 7月24日       |
| 第17話 | グッバイ・シスター         | 阿保孝雄          | 奥野耕太        | 相坂ナオキ            | 7月31日       |
| 第18話 | フォールド・フェーム       | 福田貴之          | 福田貴之        | KIM YONG-SIK 丸藤広貴 | 8月7日        |
| 第19話 | トライアングラー           | 田中孝行          | 田中孝行        | 入江篤 塚原元         | 8月14日       |
| 第20話 | ダイアモンド・クレバス     | 殿勝秀樹 河森正治 | 松田清          | 大塚八愛 大籠之仁     | 8月21日       |
| 第21話 | 蒼のエーテル               | 殿勝秀樹 河森正治 | 鹿島典夫        | 関口雅浩 KIM YONG-SIK | 8月28日       |
| 第22話 | ノーザン・クロス           | 阿保孝雄          | 阿保孝雄        | 小倉典子              | 9月4日        |
| 第23話 | トゥルー・ビギン           | 福田貴之          | 古川政美        | 和田伸一              | 9月11日       |
| 第24話 | ラスト・フロンティア       | 菊地康仁          | 福田貴之        | 丸藤広貴              | 9月18日       |
| 第25話 | アナタノオト               | 河森正治          | 間島崇寛 松田清 | 高橋裕一              | 9月25日       |

## 放送局・配信サイト
| 放送対象地域   | 放送局              | 放送期間                | 放送日時           | 備考                                   |
| 本放送局       | 本放送局            | 本放送局                | 本放送局           | 本放送局                               |
| -------------- | ------------------- | ----------------------- | ------------------ | -------------------------------------- |
| 近畿広域圏     | 毎日放送（MBS）     | 2008年4月3日 - 9月25日  | 木曜 25:25 - 25:55 | 製作局                                 |
| 中京広域圏     | 中部日本放送（CBC） | 2008年4月3日 - 9月25日  | 木曜 26:30 - 27:00 |                                        |
| 関東広域圏     | 東京放送（TBS）     | 2008年4月4日 - 9月26日  | 金曜 25:55 - 26:25 |                                        |
| 宮城県         | 東北放送（TBC）     | 2008年4月4日 - 9月26日  | 金曜 26:15 - 26:45 |                                        |
| 静岡県         | 静岡放送（SBS）     | 2008年4月4日 - 9月26日  | 金曜 26:15 - 26:45 |                                        |
| 広島県         | 中国放送（RCC）     | 2008年4月5日 - 9月27日  | 土曜 26:40 - 27:10 |                                        |
| 熊本県         | 熊本放送（RKK）     | 2008年4月6日 - 9月28日  | 日曜 25:50 - 26:20 |                                        |
| 北海道         | 北海道放送（HBC）   | 2008年4月7日 - 9月29日  | 月曜 26:25 - 26:55 |                                        |
| 岡山県・香川県 | 山陽放送（RSK）     | 2008年4月7日 - 9月29日  | 月曜 26:25 - 26:55 |                                        |
| 福岡県         | RKB毎日放送（RKB）  | 2008年4月7日 - 9月29日  | 月曜 26:30 - 27:00 |                                        |
| 日本全域       | アニマックス        | 2008年5月7日 - 10月22日 | 水曜 22:00 - 22:30 | CS放送・リピート放送あり 『LEVEL22』枠 |

| 配信期間                | 配信時間        | 配信サイト | 備考 |
| ----------------------- | --------------- | ---------- | ---- |
| 2008年4月18日 - 9月30日 | 金曜 12:00 更新 | GYAO!      |      |

| 追加放送局 （（実質的も含む）再放送にあたる地上波局は除外） | 追加放送局 （（実質的も含む）再放送にあたる地上波局は除外） | 追加放送局 （（実質的も含む）再放送にあたる地上波局は除外） | 追加放送局 （（実質的も含む）再放送にあたる地上波局は除外） | 追加放送局 （（実質的も含む）再放送にあたる地上波局は除外） |
| ----------------------------------------------------------- | ----------------------------------------------------------- | ----------------------------------------------------------- | ----------------------------------------------------------- | ----------------------------------------------------------- |
| 日本全域                                                    | BS11                                                        | 2009年4月4日 - 9月19日                                      | 土曜 23:30 - 24:00                                          | BSデジタル放送 『ANIME+』枠。                               |
| 山口県                                                      | テレビ山口（tys）                                           | 2009年10月1日 - 2010年3月25日                               | 木曜 25:25 - 25:55                                          |                                                             |
| 大分県                                                      | 大分放送（OBS）                                             | 2009年10月1日 - 2010年3月25日                               | 木曜 25:29 - 25:59                                          |                                                             |
| 愛媛県                                                      | あいテレビ（ITV）                                           | 2009年10月1日 - 2010年3月25日                               | 木曜 25:30 - 26:00                                          |                                                             |
| 富山県                                                      | チューリップテレビ（TUT）                                   | 2009年10月1日 - 2010年3月25日                               | 木曜 25:35 - 26:05                                          |                                                             |
| 長野県                                                      | 信越放送（SBC）                                             | 2009年10月3日 - 2010年3月27日                               | 土曜 25:45 - 26:15                                          |                                                             |
| 宮崎県                                                      | 宮崎放送（MRT）                                             | 2009年10月3日 - 2010年3月27日                               | 土曜 26:09 - 26:37                                          |                                                             |
| 福島県                                                      | テレビユー福島（TUF）                                       | 2009年10月3日 - 2010年3月27日                               | 土曜 26:43 - 27:13                                          |                                                             |
| 長崎県                                                      | 長崎放送（NBC）                                             | 2009年10月5日 - 2010年3月29日                               | 月曜 24:55 - 25:25                                          |                                                             |
| 石川県                                                      | 北陸放送（MRO）                                             | 2009年10月5日 - 2010年3月29日                               | 月曜 25:15 - 25:45                                          |                                                             |
| 鳥取県・島根県                                              | 山陰放送（BSS）                                             | 2009年10月5日 - 2010年3月29日                               | 月曜 25:30 - 26:00                                          |                                                             |
| 岩手県                                                      | IBC岩手放送                                                 | 2009年10月6日 - 2010年3月30日                               | 火曜 24:59 - 25:29                                          |                                                             |
| 新潟県                                                      | 新潟放送（BSN）                                             | 2009年10月6日 - 2010年3月30日                               | 火曜 25:24 - 25:54                                          |                                                             |
| 青森県                                                      | 青森テレビ（ATV）                                           | 2009年10月11日 - 2010年4月4日                               | 日曜 24:50 - 25:20                                          |                                                             |
| 山形県                                                      | テレビユー山形（TUY）                                       | 2009年10月13日 - 2010年4月13日                              | 火曜 24:59 - 25:29                                          |                                                             |
| 高知県                                                      | テレビ高知（KUTV）                                          | 2009年10月14日 - 2010年4月7日                               | 水曜 26:28 - 26:57                                          |                                                             |
| 山梨県                                                      | テレビ山梨（UTY）                                           | 2009年10月15日 - 2010年4月8日                               | 木曜 26:00 - 26:30                                          |                                                             |
| 日本全域                                                    | キッズステーション                                          | 2011年10月21日 - 2012年4月13日                              | 金曜 24:30 - 25:00                                          | CS放送、リピート放送あり                                    |

本放送局は前々番組『DARKER THAN BLACK -黒の契約者-』のTBS系列10局と同一だが、過去に放映された「マクロスシリーズ」作品（いずれも全日枠全国ネット）と比べるとローカルセールス枠のために激減している。
2009年10月より、毎日放送を除く本放送局以外のTBS系列局でも放送。南日本放送（MBC）および琉球放送（RBC）は未放送で、合計26局ネットとなった。
2013年10月より、同年12月25日発売のBlu-ray Boxの販売促進を兼ねた（実質的な）再放送をTOKYO MX・テレビ北海道・テレビ愛知・サンテレビ・TVQ九州放送およびBS11で実施。これを控えて特別番組『マクロスF 再放送直前特番「グレイス・リポート」』が放送開始前週に放送された。ナビゲーターは井上喜久子。ほか主要スタッフや声優陣のインタビューを交えての構成（Blu-ray Boxには未放送パートも収録）。

## 受賞・投票
- 第13回アニメーション神戸 - ラジオ関西賞・AM神戸賞（主題歌賞） 『トライアングラー』（坂本真綾）[35]
- 東京アニメアワード2009 - テレビ部門優秀作品賞、音楽賞（菅野よう子）[36]
- 第40回星雲賞メディア部門[37]
- このアニメがすごい!大賞 2009年度 - 第1位
- 平成アニソン大賞 - キャラクターソング賞（2000年 - 2009年） 『星間飛行』（ランカ・リー=中島愛）[38]
- 全マクロス大投票（日本放送協会） - 作品部門第1位
- 第23回デジタルコンテンツグランプリ - コンテンツ制作スタッフ賞[39]

## 関連番組・配信

### 特別番組
祝25周年!あのマクロスが帰ってくるぞSP!!
2007年12月にTBSとMBSで放送。番組前半は宮迫博之、千原ジュニア、有野晋哉、大沢あかねら出演者に河森総監督を交えてのトーク。『マクロスF』の本放送開始に先駆け、『超時空要塞マクロス』や『超時空要塞マクロス 愛・おぼえていますか』のダイジェスト映像を交えながら「マクロスシリーズ」25周年の軌跡を振り返る。制作局であるMBSではTBS放送分より10分拡大したものが放送された。
後半は第1話スペシャル編集版（デカルチャーエディション）の先行放送。後の本放送版では削除されたり変更された箇所を多数含む、いわば試写バージョンで、「マクロスシリーズ」25周年の2007年内に間に合うよう、本放送より3か月以上前に公開された。本番組終了後、インターネット動画配信サービス（バンダイチャンネル、GyaO、Yahoo!動画）でも期間限定で無料配信され、DVD・Blu-ray Disc第1巻にも収録されている。
MBSでは放送終了後に続けて『超時空要塞マクロス 愛・おぼえていますか』が放送された。
| 放送地域   | 放送局          | 放送日         | 放送時間            |
| ---------- | --------------- | -------------- | ------------------- |
| 関東広域圏 | 東京放送（TBS） | 2007年12月23日 | 26時50分 - 27時50分 |
| 近畿広域圏 | 毎日放送（MBS） | 2007年12月28日 | 25時15分 - 26時25分 |
マクロスF 超時空スーパーライブ コズミック娘（ニャーーーン）-娘（ニャン）チラ♂スペシャル-
2011年11月6日にTOKYO MXとKBS京都で放送。11月23日発売のライブDVD / Blu-ray『マクロスF 超時空スーパーライブ コズミック娘』に収録されている2010年12月の日本武道館公演の模様を一部放送した。また、当番組用に河森総監督やMay'n、中島愛のコメントも収録された。ナレーション担当は遠藤綾。
| 放送地域 | 放送局                                     | 放送日        | 放送時間            |
| -------- | ------------------------------------------ | ------------- | ------------------- |
| 東京都   | 東京メトロポリタンテレビジョン（TOKYO MX） | 2010年11月6日 | 20時00分 - 21時00分 |
| 京都府   | KBS京都                                    | 2010年11月6日 | 19時00分 - 19時55分 |

### Webアニメ

#### マックロッスfufonfia
『マックロッスfufonfia（フフォンフィア）』は、2008年5月27日よりマクロスF公式サイトで配信されたFlashアニメ。制作は映像会社アイウォズ・ア・バレリーナ。登場人物は3頭身キャラクターにデフォルメされ、字幕で台詞を表現。役柄はすべて変更され、「ゲームソフト制作会社S.M.S」での日常をコミカルに描写する。全20話配信後は、プロモーションムービーと最終話のみ無料視聴可能。本作のデフォルメキャラクターはNEXCO東日本のETC安全走行タイアップキャンペーンでも使用された。2012年放送の『マクロス 超時空ゼミナール!!』でもSD版シェリルが講師役として出演している。
登場キャラクター
- ランカ - フロンティア・ソフトウェアの新入社員。給湯室→サポートセンター所属。実家は中華料理屋。
- ナナセ - 新入社員。ランカの学生時代からの親友。給湯室→サポートセンター所属。
- シェリル - ベテラン先輩でお嬢様。いつもSPを引き連れている。
- グレイス - シェリルの御付。騒動の黒幕の一人で、ランゾウの愛人。
- ボビー - 先輩OL。よく意味深な呟きをする。キャシーとオズマの取り合いをしていたが恋破れる。
- キャシー - 社員。実はオズマの恋人。
- ミシェル - プログラミング部所属。社内No.1プレイボーイ。NETPOLICE隊員でもある。
- アルト - ミシェルの同僚。会社を辞めさせられ歌舞伎役者になる。
- ルカ - ミシェルの同僚で天才プログラマー。NETPOLICE隊員でもある。
- クラン - 社員。麻婆豆腐を食べるとマイクロン化が解け、子供と言われると体の制御が利かなくなり巨大化する。巨大化光線も出せる。
- レオン - ランカの上司。
- オズマ・リー - 窓拭き屋。ランカの兄。元F.P.S.（フロンティアプログラミングセキュリティ）スカル小隊リーダー。
- バジュラ・ウィルス（バジュラ虫） - 機械に寄生する虫。洗剤と歌に弱い。
- エルモ・クリダニク - 芸能プロ・ベクタープロモーション社長。ランカを特訓させる。
- ランゾウ先生 - アルトの父。アルトを辞めさせるために暗躍する。頭からバジュラ虫を出す。

登場メカ
- VF-25型リュック - ランカが背負っているリュックサック。うっかりすると飛び出す。
- VF-25P型緑茶給湯ポット - 給湯室にある電気ポット。これを扱えることが新人OLの使命。
- VF-25P-S（シェリル専用機） - シェリルーム（特別給湯室）専用電気ポット。特別仕様カラー。

スタッフ
- 絵 - 空彩晃一、STS
- 音 - タカナシキヨシ
- シナリオ - オオオケマコト
- MA - シノハラマサヒロ（三友VTC）
- MAアシスタント - オオウラタカシ（三友VTC）
- ディレクター・モーション・加工・CG - カネコンブ
- ディレクター・プロデューサー - ワタナベトモヒロ
- 制作 - I was a ballerina.co.Ltd.

| 話数   | サブタイトル                                      | 配信日         |
| ------ | ------------------------------------------------- | -------------- |
| 第1話  | ランカ、入社初日、シェリルに呼び出される          | 2008年 5月27日 |
| 第2話  | 暴走!?……VF-25P                                    | 6月3日         |
| 第3話  | 憧れのグッドテイストライン                        | 6月10日        |
| 第4話  | 新種・ハト○○茶!?                                  | 6月17日        |
| 第5話  | 社内合コン DE 謝謝                                | 6月24日        |
| 第6話  | クランにくらくら                                  | 7月2日         |
| 第7話  | ランカ、路上デビュー……キラッ!?                    | 7月9日         |
| 第8話  | ムチはオフィスの必需品                            | 7月16日        |
| 第9話  | MISSON CODE:VICTOR 3 発令!?                       | 7月23日        |
| 第10話 | おにいちゃん、さむいよ〜                          | 7月30日        |
| 第11話 | バジュラウイルスの対処法                          | 8月6日         |
| 第12話 | なんでそんな方法がありえるわけ?オズマ。           | 8月13日        |
| 第13話 | ランカ、燃ゆ。                                    | 8月20日        |
| 第14話 | なんなんだ……その修行。                            | 8月27日        |
| 第15話 | ランカ!そんなんだったら手品だろ(T_T)              | 9月3日         |
| 第16話 | シェリル、ランカ……、修行している場合だったのかっ! | 9月10日        |
| 第17話 | 先生って!? ―どこへ行くのか、バジュラ虫―           | 9月17日        |
| 第18話 | 先生って…… ―どうしてバジュラ虫なのか―             | 9月24日        |
| 第19話 | 先生って…… ―どんな体質なのか?―親子愛編            | 10月1日        |
| 第20話 | 必殺!ジェラシーのマクロス・キャノン               | 10月15日       |

### ラジオ

#### ラジオ放送
文化放送、MBSラジオで放送。インターネットラジオの音泉や『マクロスF』公式サイトでインターネット配信も行われていた。
- RADIO MACROSS（2008年1月4日 - 3月28日）
- マクロスF○※△（2008年4月4日 - 9月26日）
- マクロスF○×△（2008年10月3日 - 2009年3月27日）
- マクロスF○☆△（2009年4月3日 - 10月2日）
- マクロスF○♪△（2009年10月9日 - 2010年4月2日）
- マクロスF○〜△（2010年4月9日 - 2011年4月1日）

#### 携帯配信ラジオ
マクロスF〜ウラ・URAデカルチャー〜
モバイルアニメイト、声優アニメイト+hm3、アニメイト ON AIR!で毎週火曜更新（有料配信）。出演者は小西克幸（オズマ・リー役）、杉田智和（レオン・三島役）。

## 関連メディア

### CD
JVCエンタテインメント→flying DOG（2009年1月1日より商号変更）から発売。作曲・編曲は菅野よう子、プロデューサーは佐々木史朗。佐々木は『マクロスプラス』の作曲家に菅野を推薦するなど「マクロスシリーズ」の音楽面をプロデュースしており、今回は企画時より演出プランにも関わっている。

#### シングル
- トライアングラー（2008年4月23日発売）
- ダイアモンド クレバス/射手座☆午後九時 Don't be late（2008年5月8日発売）
- 星間飛行（2008年6月25日発売）
- ライオン（2008年8月20日発売）
- ランカとボビーのSMS小隊の歌 など。（2008年12月24日発売）
- シェリルの宇宙兄弟船 など。（2008年12月24日発売）
- pink Monsoon（2009年10月21日発売）
- ユニバーサル・バニー（2009年11月25日発売）
- CMランカ（2009年12月16日発売）
- 放課後オーバーフロウ（2011年1月26日発売）
- Good job!（2018年9月26日発売）

#### サウンドトラック / ボーカルコレクション
- マクロスF（フロンティア）O.S.T.1 娘フロ。 （2008年6月4日発売）
- マクロスF（フロンティア）O.S.T.2 娘トラ☆ （2008年10月8日発売）
- マクロスF（フロンティア）VOCAL COLLECTION 娘たま♀ （2008年12月3日発売）

#### コンセプトアルバム
- cosmic cuune （2010年11月24日発売）

### DVD・Blu-ray Disc
テレビシリーズ
バンダイビジュアルより全9巻発売。第1巻は第1話「クロース・エンカウンター」のTV放送版、「デカルチャー・エディション」（年末特番27分）、「ヤックデカルチャー・エディション」（完全版32分）の3バージョンを、第2巻以降は各3話を収録。第9巻の第25話「アナタノオト」は追加映像を加えた全長版。全巻オーディオコメンタリーとして関係者複数名による作品の裏話の音声特典付き。
型番はDVD版がBCBA-3329〜BCBA-3337、BD版がBCXA-0040〜BCXA-0048。
1. 2008年7月25日発売
  - 収録話 - 第1話「クロース・エンカウンター」（デカルチャー・エディション版・ヤックデカルチャー・エディション版）
  - オーディオコメンタリー出演者 - 中村悠一、中島愛、河森正治

2. 2008年9月26日発売
  - 収録話 - 第2話「ハード・チェイス」、第3話「オン・ユア・マークス」、第4話「ミス・マクロス」
  - オーディオコメンタリー出演者 - 小西克幸、中島愛、吉野弘幸

3. 2008年10月24日発売
  - 収録話 - 第5話「スター・デイト」、第6話「バイバイ・シェリル」、第7話「ファースト・アタック」
  - オーディオコメンタリー出演者 - 中村悠一、神谷浩史、福山潤

4. 2008年11月21日発売
  - 収録話 - 第8話「ハイスクール・クイーン」、第9話「フレンドリー・ファイア」、第10話「レジェンド・オブ・ゼロ」
  - オーディオコメンタリー出演者 - 遠藤綾、中島愛、河森正治

5. 2008年12月19日発売
  - 収録話 - 第11話「ミッシング・バースデー」、第12話「ファステスト・デリバリー」、第13話「メモリー・オブ・グローバル」
  - オーディオコメンタリー出演者 - 中島愛、河森正治、菊地康仁

6. 2009年1月23日発売
  - 収録話 - 第14話「マザーズ・ララバイ」、第15話「ロスト・ピース」、第16話「ランカ・アタック」
  - オーディオコメンタリー出演者 - 中村悠一、遠藤綾、保志総一朗、吉野弘幸

7. 2009年2月20日発売
  - 収録話 - 第17話「グッバイ・シスター」、第18話「フォールド・フェーム」、第19話「トライアングラー」
  - オーディオコメンタリー出演者 - 遠藤綾、井上喜久子、菊地康仁、吉野弘幸

8. 2009年3月27日発売
  - 収録話 - 第20話「ダイアモンド・クレバス」、第21話「蒼のエーテル」、第22話「ノーザン・クロス」
  - オーディオコメンタリー出演者 - 中村悠一、神谷浩史、豊口めぐみ

9. 2009年4月24日発売
  - 収録話 - 第23話「トゥルー・ビギン」、第24話「ラスト・フロンティア」、第25話「アナタノオト」（全長版）
  - オーディオコメンタリー出演者 - 中村悠一、遠藤綾、中島愛、河森正治

マクロスF ギャラクシーツアーFINAL in ブドーカン
DVD版は2009年10月30日発売、Blu-ray版は2009年11月27日発売。
2008年11月5日に日本武道館で行われた「マクロスFギャラクシーツアーFINAL こんなサービスめったにしないんだからね in ブドーカン☆」を収録したライブビデオ。出演はMay'n、中島愛、菅野よう子など。
娘クリ Nyan×2 Music Clip
2010年12月15日発売。
シェリルとランカのミュージック・クリップ集。テレビシリーズおよび劇場版の映像を再編集し、さらに新作映像を加えた構成となっている。
マクロスF 超時空スーパーライブ cosmic nyaan コズミック娘
DVD・Blu-ray版ともに2011年11月23日発売。
2010年12月22日に日本武道館、24日 神戸ポートアイランドホールで行われた「マクロスF 超時空スーパーライブ 〜Merry Christmas without You〜」を収録したライブビデオ。
出演はMay'n、中島愛、菅野よう子、中村悠一、遠藤綾、豊口めぐみなど。
マクロスF ゼントラ盛り Blu-ray Box
2013年12月25日発売。2014年12月24日までの期間限定生産商品。
テレビシリーズ全25話を収録。このBoxに収録されたアニメ映像は河森総監督の監修下で最新技術を用いたデジタルリマスター版になる。先述の2013年10月に放送された特別番組の完全版を収録のほか、約100ページのブックレット、新規録音のドラマCDが同梱される。
マクロスF Blu-ray Box 特装限定版
2023年3月24日、バンダイナムコフィルムワークスより発売。シリーズ40周年、『マクロスF』15周年を記念したBoxで、テレビシリーズ全25話を収録し、過去のオーディオコメンタリーも再録している。36ページの特製ブックレット、「キャスト&スタッフ出演メモリアル座談会」「シェリル・ノーム&ランカ・リー 歌マクロス ステージ アーカイブ」などを収録した特典ディスクが同梱されている。

### ムック
- マクロスF（フロンティア） OFFICIAL FILE - 学習研究社。
  1. 2008年9月19日発行、ISBN 978-4-05-605268-8。
  2. 2008年11月7日発行、ISBN 978-4-05-605269-5。
- マクロスF 2059:MEMORIES - 角川書店、2008年10月25日発行、ISBN 978-4-04-854250-0。
- マクロスF（フロンティア） PASH! ANIMATION FILE 02 - 主婦と生活社、2009年1月9日発行、ISBN 978-4-391-62781-7。
- マクロスF（フロンティア） OFFICIAL FAN BOOK - 学習研究社、2009年1月30日発行、ISBN 978-4-05-605357-9。

### パチンコ・パチスロ
いずれもSANKYOからの発売。
パチンコ
- CRフィーバーマクロスフロンティア
  - CRフィーバーマクロスフロンティア お前達が俺の翼だ!（2011年5月）
  - CRフィーバーマクロスフロンティア 私たちの歌を聴けー!（2011年5月）
  - CRフィーバーマクロスフロンティア魂 キラッ☆（2011年9月）

パチスロ
- パチスロマクロスフロンティア はじまりの歌、銀河に響け!（2012年4月）
- パチスロマクロスフロンティア2（2014年5月）

### その他
アバター
- JOYSOUNDのカラオケソーシャルメディア「うたスキ」では、『マクロスF』のオリジナルアバターアイテムが2011年10月7日より登場。
- DeNAのSNSのMobageおよびYahoo!モバゲー内のアバターショップ『キャラコスタウン』で、2014年3月7日より「マクロスF〜ランカ編〜」、2014年3月31日より「マクロスF〜シェリル編〜」のアバターアイテムが提供された。
- LINEのLINE PLAYに、2014年10月30日と2014年12月29日よりシェリル、2015年2月5日よりランカのアバターアイテムが配信。

コラボレーション
- 第15話において、テレビ神奈川（tvk）制作によるバラエティ仕立ての音楽番組『saku saku』のキャラクター、増田ジゴロウの人形が描かれている。
- 2009年9月よりバンプレストの「一番くじプレミアム らき☆すた 〜マクロスF こらぼれーしょんずヤック・デカルチャー〜」で漫画『らき☆すた』とのコラボレーション商品が発売され、『マクロスエース Vol.003』には同作品の作者、美水かがみによる漫画も掲載された。

## 関連作品

### アニメ映画
劇場版 マクロスF
『マクロスF』をベースに、ストーリーや設定を再構築したアニメ映画作品。
- 前編『劇場版 マクロスF 虚空歌姫〜イツワリノウタヒメ〜』 - 2009年11月21日公開。
- 後編『劇場版 マクロスF 恋離飛翼〜サヨナラノツバサ〜』 - 2011年2月26日公開。
- 『劇場短編マクロスF 〜時の迷宮〜』 - 2021年10月8日公開。『劇場版マクロスΔ 絶対LIVE!!!!!!』と同時上映。

マクロスFB7 銀河流魂 オレノウタヲキケ!
2012年10月20日公開。『マクロスF』の新規映像と『マクロス7』の映像を組み合わせたアニメ映画作品。

### ドラマCD
娘ドラ◎（ニャンドラ）
それぞれ番外編エピソード3話、『マクロスF』の登場人物による歴代シリーズソングのデュエットカバー1曲を収録。
1. 娘（ニャン）ドラ◎ ドラ1（2009年4月8日発売）
2. 娘（ニャン）ドラ◎ ドラ2（2009年5月6日発売）
3. 娘（ニャン）ドラ◎ ドラ3（2009年6月3日発売）
4. 娘（ニャン）ドラ◎ ドラ4（2009年7月8日発売）

### 漫画
マクロスF
青木ハヤト著。『月刊少年エース』2008年2月号より2010年1月号まで連載、カドカワコミックス・エース全5巻。
1. 2008年4月26日発行 ISBN 978-4-04-715066-9
2. 2008年8月26日発行 ISBN 978-4-04-715107-9
3. 2009年2月26日発行 ISBN 978-4-04-715189-5
4. 2009年10月25日発行 ISBN 978-4-04-715307-3
5. 2009年11月26日発行 ISBN 978-4-04-715324-0

マクロスF 超次空歌巫女ランカ
黒岩よしひろ著の外伝漫画。『月刊コンプエース』2008年4月号より7月号まで短期連載。
マクロスF 抱きしめて、銀河の果てまで。
水島空彦著。『月刊コンプエース』2008年9月号より2009年4月号まで連載、カドカワコミックス・エース全1巻。教師として赴任してきたクランを交えて、美星学園での学生生活を中心に描く。
- 2009年2月24日発売 ISBN 978-4-04-715191-8

マクロスF しーくれっとびじょんず
okiura（旧名「ノシ」）著。『マクロスエース Vol.001』より連載。登場人物たちの美星学園やS.M.Sでの日常や事件を描く。本編シリーズ構成の吉野弘幸がプロット協力、第3話以降は守屋直樹がシナリオ協力を行っている。『マクロスエース Vol.004』掲載分を最後に連載は中断され、そのまま同誌も発売されなくなった。
1. 2010年9月25日発売 ISBN 978-4-04-715526-8

超生徒会長シェリル
げろたん著。『マクロスエース Vol.001』より連載。シェリルが美星学園の生徒会長になるという設定のパロディ4コマ漫画。単行本『マクロス コミックゼントラ盛り』に収録。
マクロスF S.M.S☆物語
氷堂涼二著。『ニュータイプ・ロマンス2009 SUMMER』（2009年7月18日発売）より同『2010 SPRING』（2010年3月19日発売）まで連載された。全4話。S.M.Sの男性キャラクターに焦点を当てた作品。連載終了後、『マクロスエース Vol.005』に出張版が掲載された。
- 2010年9月25日発売 ISBN 978-4-04-715525-1

アイドルはつらいよF
高雄右京著。『マクロスエース Vol.004』に読切作品として掲載され、次号の『Vol.005』より連載化。ランカを主人公としたいわゆる「萌え4コマ」。単行本『マクロス コミックゼントラ盛り』に収録。
その他、『マクロスエース』に青木ハヤト、ひらぶき雅浩らの読み切り作品が不定期掲載された。これらも単行本『マクロス コミックゼントラ盛り』に収録されている。
喜久屋めがね著の『娘ドラ◎』『マクロスFF』、小山鹿梨子著の『シェリル 〜キス・イン・ザ・ギャラクシー〜』についてはそれぞれ別項目を参照。

### 小説
いずれも小太刀右京著。本編のノベライズ作品である『マクロスフロンティア』全4巻が発売され、『マクロスエース』や『ザ・スニーカー』などにも番外編的な内容の短編が掲載されている。『電撃ホビーマガジン』連載の「マクロス・ザ・ライド」、劇場版ノベライズ『劇場版マクロスF』については別項目を参照。
マクロスフロンティア
角川スニーカー文庫より全4巻発行。河森総監督監修のもと、裏設定や人物描写、過去シリーズとの接点など映像では語られなかった内容を肉付けしている。アニメ本編と異なる部分もあるが、著者は「関が原の合戦を扱った話で徳川家康の描写が違ったり同じだったりするように、TVアニメと小説もそのような関係になっております。そのつもりで読んでいただければ幸いです」と述べている（詳しくは「マクロスシリーズ」の「作品の解釈」を参照）。カバーイラストは江端里沙、挿絵は青木ハヤトが担当している。
1. 『クロース・エンカウンター』 2008年7月1日発売 ISBN 978-4-04-473801-3
2. 『ブレイク・ダウン』 2008年10月1日発売 ISBN 978-4-04-473802-0
3. 『アナタノオト』 2009年1月1日発売 ISBN 978-4-04-473803-7
4. 『トライアングラー』 2009年3月1日発売 ISBN 978-4-04-473804-4

マクロスF
以下に挙げる短編作品を収録した短編集。各巻には書き下ろし作品も掲載されている。『フロンティア・メモリーズ』ではカバーイラストを江端里沙、挿絵を氷堂涼二が担当。『フロンティア・ダイアリーズ』ではカバーイラストも氷堂が担当している。
- 『フロンティア・メモリーズ』 2010年9月30日発売。ISBN 978-4-04-473807-5
- 『フロンティア・ダイアリーズ』 2011年1月29日発売。ISBN 978-4-04-473808-2

『マクロスエース』掲載の短編
- 「コズミック・エッグ」 - 2009年1月26日発売の『Vol.001』に掲載。『マクロスフロンティア Vol.4 トライアングラー』に収録。アルトが航宙科へ転科した直後のエピソード。
- 「カブキ・ウォーバード」 - 2009年11月13日発売の『Vol.003』に掲載。『フロンティア・メモリーズ』に収録。西暦2040年の惑星セフィーラを舞台に、アルトの父、早乙女嵐蔵と『マクロスプラス』の主人公、イサム・ダイソンの出会いを描いている。
- 「アクターズ・スカイ」 - 2010年3月26日発売の『Vol.004』に掲載。『フロンティア・メモリーズ』に収録。劇中劇「BIRD HUMAN -鳥の人-」で工藤シンを演じたアキラ神島がS.M.Sに体験入隊する。
- 「バトルフィールド・エニウェア」 - 2010年6月26日発売の『Vol.005』に掲載。『フロンティア・ダイアリーズ』に収録。S.M.Sの任務で酷暑の惑星に派遣されたミハエルとクランの物語。
- 「楽園星天剣酔舞（らくえんぼしつるぎのえいぶ）」 - 2010年9月25日発売の『Vol.006』に掲載。『フロンティア・ダイアリーズ』に収録。「カブキ・ウォーバード」の続編で、惑星エデンに配属されたイサムと嵐蔵の再会、辻斬りとの戦いを描く。
- 「ホット・プレート」 - 2010年12月25日発売の『Vol.007』に掲載。『フロンティア・ダイアリーズ』に収録。美星学園のチャリティーイベントでランカとシェリルが焼きそば作りで対決する。

『ザ・スニーカー』掲載の短編
- 「ワイヤード・ウォーリア」 - 2009年10月号に掲載。『フロンティア・メモリーズ』に収録。試作可変戦闘機YF-27-3シャヘルの実戦テストのため惑星ネバーに派遣されるブレラの物語。
- 「グッド・フライデイ」 - 2010年2月号に掲載。『フロンティア・メモリーズ』に収録。いつものようにトラブルに巻き込まれてプールに落ち、風邪を引いたアルトの一日。
- 「ミュートスノート・オルゴール」 - 2010年6月号に掲載。『フロンティア・メモリーズ』に収録。フロンティア船団を飛び立ったブレラ、ランカ、アイ君が未知の惑星に引き込まれ、その謎に触れる。
- 「エボニー&アイボリー」 - 2010年10月号に掲載。『フロンティア・ダイアリーズ』に収録。フロンティアの不法居住区で発生した連続殺人により共通の知人を奪われたボビー・マルゴと早乙女矢三郎が、協力して事件の真相を追う。
- 「イグザミネイション・パニック」 - 2010年12月号に掲載。『フロンティア・ダイアリーズ』に収録。アルトの住むアパートに美星学園の仲間たちが集い、期末試験に向けた勉強会を開く。

その他の短編
- 「インフィニティ」 - 2009年10月14日に発売された『マクロスF VISUAL COLLECTION シェリル・ノーム』に掲載。『フロンティア・メモリーズ』に収録。病により死に瀕したシェリルが廃墟と化した街で一人の老ヴァイオリン弾きと出会う。
- 「デンジャラス・ジャーニー」 - 『フロンティア・メモリーズ』書き下ろし作品。温泉旅艦「熱海」へ修学旅行に出かけた美星学園の一行がテロ事件に巻き込まれる。
- 「ティア・ドロップ」 - 『フロンティア・ダイアリーズ』書き下ろし作品。新統合軍に編入したアルトが率いるサジタリウス小隊に所属するひとりのパイロットが脱走を試み、アルトがそれを引き止めに向かう。時系列的には「インフィニティ」と同時期。

### ゲーム

#### 家庭用ゲームソフト
マクロスエースフロンティア
2008年10月9日発売。アートディンク開発、バンダイナムコゲームス発売のPlayStation Portable（PSP）用ソフト。タイトルに「フロンティア」とついているが、『マクロスF』のみのゲームではなく、『超時空要塞マクロス』から『マクロスF』まで「マクロスシリーズ」を総合的に扱っている。『マクロスF』についてはテレビアニメとほぼ同時進行で制作された関係から物語中盤の「マザーズ・ララバイ」までの収録にとどまっている。
マクロスアルティメットフロンティア
2009年10月1日発売。上記『エースフロンティア』の続編。本作では『マクロスF』も第1話「クロース・エンカウンター」から最終話「アナタノオト」まで収録される。それにともない前作では登場しなかったキャラクターやメカも登場。
マクロスアルティメットフロンティア 超時空娘々パック
2009年10月1日発売。上記『アルティメットフロンティア』の特別限定版。ゲーム本編ディスクのほかに『劇場版マクロスF〜イツワリノウタヒメ〜』特報映像や「マクロスシリーズ」のノンテロップオープニング、エンディング集、河森正治、宮武一貴、天神英貴インタビューなどの特典映像を130分収録した映像ディスクが同梱されている。
マクロストライアングルフロンティア
2011年2月3日発売。『アルティメットフロンティア』の続編。新規に追加された「学園モード」では美星学園の生徒としてオリジナルキャラクターを作成・育成できる。このためゲームジャンルは「トライアングラー・アクション（アクション&アドベンチャー）」とされている。前作までの機体やキャラクターはすべて収録されるほか、『劇場版マクロスF 虚空歌姫〜イツワリノウタヒメ〜』の要素も追加される。
マクロス30 銀河を繋ぐ歌声
2013年2月28日発売。アートディンク開発、バンダイナムコゲームス発売のPlayStation 3（PS3）用ソフト。『マクロスF』の1年後を描くフライトアクションRPG。「マクロスシリーズ」歴代キャラクターが時空を超えて辺境の惑星ウロボロスに集結する。『マクロスF』からも多数のキャラクターが登場する。
マクロス -Shooting Insight-
2024年3月14日発売。開発はカミナリゲームス、ブシロードより発売。Nintendo Switch、PlayStation 5、PlayStation 4、Steam用。歴代シリーズ作品が集結したスクロールシューティングゲーム。「早乙女アルト&VF-25F」が操作可能。

#### 携帯電話向けアプリ
Flashゲーム。いずれもバンダイネットワークスによるバンダイコレクションでの有料ダウンロード配信。現在は終了。
マクロスF ルーキーズ・レティクル
2008年5月28日配信。シューティングゲーム。アルトに扮し、VF-25を操縦してバジュラを追撃していく。
マクロスF 抱きしめて!銀河の果てまで!! ランカのお仕事がんばるよ☆
2008年7月30日配信。アクションゲーム。ランカを操作して、食材をフライパンで受け止めニンジン料理を完成させていく。
マクロスF シェリルとデート スターダスト・ランデブー
2008年9月29日配信。アクションゲーム。シェリルとデートに出かけ、頼まれる買い物をしていく。

#### スマートフォン向けアプリ
歌マクロス スマホDeカルチャー
iOS / Android用。2017年から2022年にかけてDeNAより配信。歴代シリーズ作品が集結したリズムゲーム。

#### クロスオーバー作品
劇場版名義で出演している作品は「劇場版 マクロスF#ゲーム」を参照。
Another Century's Episode:R
2010年8月19日発売。フロム・ソフトウェア開発、バンダイナムコゲームス発売のPlayStation 3用ソフト。「マクロスシリーズ」、「ガンダムシリーズ」、『コードギアス 反逆のルルーシュR2』など複数の作品がクロスオーバーするアクションゲーム。登場作のなかでは唯一ボーカル付きの歌を収録。物語はテレビシリーズの最終話分まで再現されている。
スーパーロボット大戦L
2010年11月25日発売。エーアイ開発、バンダイナムコゲームス発売のニンテンドーDS用ソフト。複数のロボットアニメ作品がクロスオーバーするシミュレーションRPG。本作の直接的なゲーム化ではないが、本作に登場するキャラクター、ロボットが複数登場する。
Another Century's Episode Portable
2011年1月13日発売。「A.C.E.シリーズ」の作品。『マクロスF』からはVF-25F、VF-25S、VF-25G、RVF-25（S.M.Sスカル小隊）が登場する。
第2次スーパーロボット大戦Z 破界篇
2011年4月14日発売。バンダイナムコゲームス発売のPSP用ソフト。破界篇は「スーパーロボット大戦シリーズ」20周年を記念した作品で、2部構成の前編。シナリオ上ではテレビ版の物語を再現しているが、劇場版前編『イツワリノウタヒメ』が機体のみで登場しており、音声付きの作品への登場も初である。また、アルトおよび『機動戦士ガンダム00』のグラハム・エーカーを演じる中村悠一が『00』の主人公である刹那・F・セイエイを演じる宮野真守と一緒に、本作のCMナレーションを務めている。
第2次スーパーロボット大戦Z 再世篇
2012年4月5日発売。『破界篇』の続編で、2部構成の後編。テレビ版は引き続いて登場。劇場版後編『サヨナラノツバサ』では、VF-25G（トルネード装備）、YF-29が登場する。また、同作には『マクロス7』も登場し、「スーパーロボット大戦シリーズ」では初めてほかの「マクロスシリーズ」作品と共演する。